# Patrimonialismo
El patrimonialismo es una forma de gobernabilidad en la que todo el poder fluye directamente del líder. Esto constituye esencialmente la mezcla de los sectores público y privado. Estos regímenes son autocráticos u oligárquicos y excluyen del poder a las clases media y alta. Los líderes de estos países suelen gozar de un poder personal absoluto. Normalmente, los ejércitos de estos países son leales al líder, no a la nación.

## Varias definiciones
Max Weber escribió sobre el patrimonialismo como una forma de dominación tradicional. Inicialmente se centró en las estructuras familiares, especialmente en la autoridad de los padres dentro de las familias, es decir, en el patriarcado. Pero el patriarcado solo describe la forma más temprana y pequeña. Para Weber, las monarquías patrimoniales y formas similares de gobierno eran proyecciones del patriarcado (la regla del padre dentro de la familia) sobre un conjunto más amplio de relaciones sociales. 
Hay dos formas principales de patrimonialismo en el análisis de Weber de la autoridad tradicional (dominación). Una forma se caracteriza por una estructura descendente en la que el emperador o sultán gobierna sobre la base de su propia autoridad legítima a través de funcionarios burocráticos tradicionales (por ejemplo, eunucos). En principio, la Iglesia católica es patrimonio en este sentido tradicional, con el papa como el Gobernante Patrimonial. 
La otra forma de patrimonialismo todavía está arriba hacia abajo, pero se acerca al tipo ideal del feudalismo occidental europeo, con una base para la autoridad legítima fuera de la autoridad del gobernante central. En Francia o Inglaterra del siglo XII, por ejemplo, podría haber consistido en la aristocracia caballeresca. Esta forma feudal de patrimonialismo evolucionó finalmente en monarquía constitucional. El Senado de los Estados Unidos es un vestigio de la Cámara de los Lores en el Reino Unido. Los señores eran literalmente los compañeros del reino. El argumento general de Weber fue que con la modernidad, las formas tradicionales de gobierno burocráticas y patrimoniales dieron paso al racionalismo burocrático capitalista moderno como principio principal del gobierno y la gobernabilidad.
Nathan Quimpo define el patrimonialismo como "un tipo de regla en la que el gobernante no distingue entre patrimonio personal y público y trata los asuntos y recursos del estado como su asunto personal". 
Richard Pipes, historiador y profesor emérito de historia rusa en la Universidad de Harvard, define el patrimonio como "un régimen en el que los derechos de soberanía y de propiedad se funden hasta el punto de ser indistinguibles, y en el que el poder político se ejerce de la misma manera que el poder económico". 
J. I. (Hans) Bakker, sociólogo de la Universidad de Guelph, ha aplicado el tipo ideal a la historia de Indonesia en los días precolonial, colonial y postcolonial.
Francis Fukuyama, politólogo de Stanford, lo describe como reclutamiento político basado en los dos principios de selección de parientes y altruismo recíproco.
Ricardo Vélez Rodríguez, filósofo colombiano y exprofesor de la Universidad de Juiz de Fora en Brasil, considerado uno de los académicos más destacados del patrimonio ibérico y latinoamericano. Vélez utiliza el concepto de Patrimonialismo establecido por Max Weber y posteriormente expandido por Karl Wittfogel de la Universidad de Columbia, para explicar el ethos político en América Latina.
Se destaca que a pesar de contar con diversos términos por parte de varios especialistas, la palabra no cuenta con un término y no es válido por diccionarios.

## Hechos históricos
Richard Pipes citó a los Ptolomeo egipcios y a los átalos de Pérgamo como primeras monarquías patrimoniales, ambos sucesores del imperio de Alejandro Magno. 
Pipes argumenta que el imperio ruso entre los siglos XII y XVII, y con ciertas modificaciones hasta 1917, fue un sistema patrimonial. 
Jean Bodin describió las monarquías seigneuriales donde el monarca posee toda la tierra. Afirmó que Turquía y Muscovy eran los únicos ejemplos europeos. Él creía que se produjeron a través de la conquista y eran comunes en África y Asia. 
Los académicos húngaros modernos y contemporáneos apoyan el postulado de que en la Edad Media el Reino de Hungría existía como un Reino patrimonialista (en lengua húngara: Patrimoniális királyság) donde el Rey era el dueño supremo de las tierras del Reino. Indonesia, antes y durante la administración de Suharto, es a menudo citada como patrimonio de su economía política.
Sorprendentemente, una proporción alta de regímenes militares del siglo XX surgió en los países que habían sido ocupados por Estados Unidos. Otros ejemplos incluyen el régimen de Shah Mohammad Reza Pahlavi después de la intervención de Estados Unidos en 1953, los regímenes de Anastasio Somoza García, François Duvalier y Rafael Leónidas Trujillo (sus países fueron ocupados por los marines de Estados Unidos en 1912-33, 1915-34 y 1916-24 respectivamente), y finalmente, el régimen de Fulgencio Batista en Cuba.
Una ironía es que, al derrocar a los terratenientes indígenas y de clase media, los estadounidenses han creado precisamente el tipo de régimen que podrían derrocar los comunistas y los revolucionarios islámicos. Los intentos de revolución islámica en Egipto y las revoluciones comunistas en Colombia han fracasado debido a la fuerza de las instituciones indígenas. Las revoluciones en Cuba, Nicaragua e Irán seguramente no habrían ocurrido si no hubiera habido intervencionismo estadounidense.
Por lo general, las clases medias y altas tienen demasiado que perder con las revoluciones, pero no es el caso en los regímenes de propiedad. Por ejemplo, la clase media nicaragüense apoyó a los sandinistas después de las expropiaciones llevadas a cabo por Somoza para ayudar a las víctimas del terremoto en Managua.